# دیه‌گو جیاریتا
دیه گو جیاریتا (به پرتغالی: Diego da Silva Giaretta) مدافع، مدافع اهل برزیل است که در شهر مار زنگی و در تاریخ ۲۷ نوامبر ۱۹۸۳ به دنیا آمده‌است.
دیه گو جیاریتا در تیم‌های فوتبال مار زنگی سابقهٔ حضور دارد.